# Przegrany
Przegrany (niem. Der Untergeher) – powieść austriackiego pisarza Thomasa Bernharda z roku 1983. Jej tematem jest artystyczna kariera trzech początkujących pianistów koncertowych, z których jeden – Glenn Gould – jest postacią autentyczną, oraz ich nieustanne zmagania w dążeniu do najwyższej perfekcji w grze na fortepianie.

## Opis fabuły
Centralnymi figurami powieści są trzej wirtuozi fortepianu: Glenn Gould, Wertheimer ("Przegrany") oraz narrator. Poznają się w roku 1953, kiedy razem studiowali u Władimira Horowitza - osoby także istniejącej w rzeczywistości - w pobliżu Salzburga. Cała trójka dąży wyłącznie do perfekcji w sztuce, stawiając sobie tym samym najwyższe wymagania. Gdy jednak uświadamiają sobie geniusz Goulda, słysząc jak ten odgrywa Wariacje Goldbergowskie, Wertheimer oraz narrator rezygnują z dalszej gry. Zdają sobie sprawę, że nie są w stanie osiągnąć takiego poziomu perfekcji. 
Wertheimer, któremu Gould nadaje przydomek "Przegrany", oddaje się w następnych 28 latach próżności i przetrzymuje swoją siostrę, gnębiąc ją w ich wspólnym mieszkaniu, aż do momentu gdy ta go opuszcza i wychodzi za mąż za bogatego Szwajcara. Prawie w tym samym czasie umiera Gould, a Wertheimer popełnia samobójstwo. Narrator sprzedaje swój fortepian (Steinway) i ogranicza się do prób pisania rozprawy o Glennie Gouldzie, przy czym każdorazowo je zarzuca. W międzyczasie ucieka z ciążącego mu już Wiednia do Madrytu, skąd przybył na pogrzeb Wertheimera.

## Czas i miejsce
Akcja powieści rozgrywa się w austriackim Wankham po pogrzebie Wertheimera. Narrator zastanawia się nad wspólną i równoległą drogą życiową trzech protagonistów oraz nad powodem samobójstwa Wertheimera, w trzech na siebie nałożonych płaszczyznach czasowych: początku fabuły, momencie przypomnienia o początku fabuły (przy wejściu do zajazdu w Wankhamer) oraz okresie zapisu wspomnienia o początku fabuły. 

## Fikcja i rzeczywistość
W powieści elementy autentyczne i fikcyjne nakładają się na siebie, a granica między nimi staje się płynna. Glenn Gould z powieści różni się znaczenie od realnego odpowiednika. Glenn Gould nigdy nie studiował ani w Salzburgu, ani u Horowitza, który stylistycznie ucieleśniał jego przeciwieństwo, czego Thomas Bernhard zapewne był świadom. W swoim dziele nie podaje on jednak imienia Horowitza. Ponadto protagonista z powieści ma 51 lat, podczas gdy Gould zmarł po swych 50 urodzinach na wylew krwi do mózgu. U Bernharda bohater umiera na zawał serca przy fortepianie. Tymczasem zgon Goulda nastąpił w szpitalu po odłączeniu przez lekarzy aparatury podtrzymującej życie na życzenie jego ojca.